# Gloria Borders
Gloria Borders é uma sonoplasta estadunidense. Venceu o Oscar de melhor edição de som na edição de 1992 por Terminator 2: Judgment Day, ao lado de Gary Rydstrom.